# Палацето (Сијена)
Палацето је насеље у Италији у округу Сијена, региону Тоскана.
Према процени из 2011. у насељу је живело 100 становника. Насеље се налази на надморској висини од 340 м.